# Dommage corporel
Le dommage physique  (parfois préjudice corporel) est l'une des trois catégories de dommage dans certains droits de tradition civiliste. Les deux autres étant le dommage matériel et le dommage moral.
Le dommage corporel est défini comme étant une atteinte « à l'intégrité physique de la personne », c'est-à-dire tout ce qui atteint le corps humain (blessures, souffrances physiques, préjudice esthétique, etc.). L'atteinte à l'intégrité psychique est désormais assimilée à l'atteinte physique.
Le droit du dommage corporel concerne l’indemnisation des victimes qui veulent en obtenir réparation et percevoir des indemnités sous forme de capital ou de rente.

## Canada

### Québec
La notion de dommage corporel est très importante en droit de la responsabilité civile au Québec. Il est d'abord impossible d'exclure ou de limiter sa responsabilité pour le dommage corporel (dans un contrat par exemple). De même, une renonciation à poursuivre en dommages-et-intérêts pour un dommage corporel n'est pas valide si elle a été fait dans les 30 jours suivant l'accident. Puis, la prescription pour poursuivre en matière de dommage corporel est fixée à 3 ans, malgré toute disposition contraire.
En matière d'accident automobile, il est impossible au Québec de poursuivre une autre personne pour un dommage corporel. Tous les dommages corporels sont indemnisés par la Société de l'assurance automobile du Québec.
En droit québécois, on qualifie le préjudice en fonction de l'atteinte première (application de la maxime l'accessoire suit le principal), d'après l'arrêt Cinar de la Cour suprême du Canada. Donc si une personne est blessée dans un accident et qu'elle subit des pertes économiques en raison de l'accident, on dira qu'elle a subi un préjudice corporel et non pas un préjudice matériel. De ce préjudice corporel initial vont découler des pertes pécuniaires et des pertes non pécuniaires. Une fois qu'elles ont été évaluées, les pertes pécuniaires sont intégralement compensées, sans qu'il y ait de plafond de compensation. Pour les pertes non pécuniaires découlant d'un préjudice corporel, il existe un plafond de 400 000 $ issu de l'arrêt Andrews (100 000 $ en 1978) qui constitue le montant maximal que peuvent accorder les tribunaux.

## France
Le droit du dommage corporel regroupe plusieurs droits: les lois sur la santé et la responsabilité médicale, la responsabilité civile, des accidents de la circulation, les assurances, le droit pénal, droit administratif, un grand nombre de réglementations, les règles de procédures devant les différentes juridictions judiciaires, administratives et commissions etc.
La liste des victimes d’un dommage corporel est très vaste et correspond souvent à l’application de droits différents.
La réparation d’un dommage corporel n’est pas automatique. En fonction de la cause du dommage corporel, il faut vérifier au préalable si le droit spécifique à appliquer peut donner lieu à réparation et sous quelles conditions (rejet, réparation intégrale ou partage de responsabilité, s’il est prescrit…).
Le droit du dommage corporel indemnise une atteinte physique et souvent psychique, il est donc essentiel de faire évaluer les blessures par un médecin-expert avant de pouvoir discuter du montant de la réparation et donc des indemnisations.

### Définition d'une victime d'un dommage corporel
Les victimes d’un dommage corporel subissent des atteintes physiques, psychiques et morales de degrés très différents : de la fracture d’une dent à une atteinte très grave notamment pour les personnes traumatisées crâniens et traumatisées médullaires (paraplégie tétraplégie, quadriplégie, les grands brulés et les personnes amputées).
Il sera alors évalué un taux d'AIPP, taux d’atteinte à l’intégrité physique et psychique , qui peut varier de 1 à 99%. Ce sont les séquelles dont la victime sera atteinte à vie. C'est en fonction du taux d'AIPP que l’indemnisation de la victime sera évaluée.
Ce taux de d'AIPP a été désormais remplacé dans la Nomenclature Dintilhac par le taux de DFP (Déficit fonctionnel permanent)[réf. souhaitée].
Il existe de nombreux types de dommages corporels et donc de victimes de dommages corporels, ci-suit une liste non exhaustive :

### Tribunaux compétents
Il convient de saisir le tribunal compétent pour le type de dommage corporel subit. Il faut aussi connaître la jurisprudence des Tribunaux (le montant concernant l’évaluation d’un dommage corporel est librement jugé par les Tribunaux. Leur montant ne relève pas de la compétence de la Cour de Cassation ni du Conseil d’État).
Le droit procédural Français donne un grand nombre de choix à la victime pour saisir la juridiction compétente qui aura sa propre jurisprudence et ses propres montants d’évaluation. La question de la territorialité de la juridiction est donc importante puisqu’en fonction du lieu de la juridiction, la jurisprudence sur l’évaluation n’est pas toujours la même.
À titre d’exemple, en reprenant la liste des types de  victimes de dommages corporels, les tribunaux compétents sont :

### Expertise médicale
Le droit du dommage corporel indemnise une atteinte physique et souvent psychique, il est donc essentiel de faire évaluer les blessures par un médecin-expert avant de pouvoir discuter du montant de la réparation et donc des indemnisations.
Dans le cadre d'un procès, l’expertise médicale est ordonnée par un juge. Sera alors désigné un médecin en tant qu'expert judiciaire.
Dans le cadre transactionnel, les parties choisissent leurs propres médecins-experts. La victime sera représentée par un expert-conseil de victimes. Un médecin-conseil représentera les régleurs, c'est-à-dire la compagnie d’assurance, la mutuelle ou le fonds.
Dans les dossiers de dommages corporels complexes, il n’est pas rare de voir designer plusieurs médecins experts de spécialités médicales différentes. L'expert peut lui-même faire appeler à un sapiteur. Peuvent être également désignés des experts techniques, architectes et ergothérapeutes pour donner leur avis sur l’évaluation du logement adapté, du véhicule adapté et des aides techniques nécessaires.
C’est sur la base du rapport médical de consolidation que se calcule ensuite l’évaluation du dommage corporel. Ce rapport pourra être complété par un rapport technique.
L’expertise médico-légale fait référence à des définitions jugées par la Cour de Cassation, d’où la nécessité de la présence de l’avocat à l’expertise.
La victime doit donc être assistée lors des réunions d’expertises par son avocat et par son médecin-conseil de victimes. Il y a en général plusieurs réunions expertales avant le dépôt du rapport final de consolidation.

#### Binôme avocat-médecin
L’avocat spécialisé en droit du dommage corporel, a de bonnes notions médicales qu’il acquiert avec la pratique et l’aide des médecins. Il a souvent des diplômes médicaux complémentaires. Cette connaissance du monde médical est nécessaire car c’est l’avocat qui choisit le médecin-conseil de victimes. Il collabore souvent avec plusieurs médecins-conseils de victimes qui exercent des spécialisations différentes. C’est l’avocat qui organise l’expertise, communique les pièces, ou encore discute du dossier avec le médecin-conseil et la victime. Il participe à l’expertise, évalue les différents types de préjudices corporels subis, ainsi que les besoins en tierce personne ou encore le préjudice professionnel. Le tout sera évalué avec l’assistance du médecin-conseil de victimes.
L'avocat et le médecin-conseil rédigeront un dire,autrement dit une déclaration juridique, à l’expert.
Il reviendra ensuite à l'avocat de discuter du rapport médical de consolidation devant le Tribunal ou lors de la transaction.
Le binôme avocat en droit du dommage corporel et médecin-expert de victimes est donc capital en droit du dommage corporel, cette spécialisation est unique en son genre.

#### Rapport de consolidation
La consolidation est une notion essentielle dans le droit du dommage corporel. 

La consolidation peut se définir comme « le moment où les lésions se sont fixées et ont pris un caractère permanent tel qu’un traitement n’est plus nécessaire si ce n’est pour éviter une aggravation, et qu’il devient possible d’apprécier l’existence éventuelle d’une atteinte permanente à l’intégrité physique et psychique ». C'est-à-dire : l’état de santé de la victime n’est pas susceptible d’évolution, hors cas d’aggravation.
La consolidation des blessures constatée dans un rapport final d’expertise permet 
1. D’arrêter l’évaluation de tous les postes de préjudices de la victime

2. De chiffrer son dommage corporel 

3. De demander sa liquidation dans un cadre judiciaire ou amiable
Par conséquent, avant la date de consolidation des blessures aucune liquidation du dommage corporel n’est possible.
En général, la durée de consolidation est longue et sera de plusieurs années.
Ainsi, pour les personnes gravement handicapées, traumatisées crâniens graves et médullaires, la date de consolidation ne pourra être fixée, au minimum, qu’à trois ans de l’accident. Il s’agit d’un minimum. Il faut parfois plus de temps, notamment pour fixer définitivement le préjudice professionnel.
Quand il s'agit d'enfants, la durée de consolidation est beaucoup plus longue. En effet, les médecins-experts attendent en général, au minimum, leur majorité, voire parfois les perspectives professionnelles ou encore le début d’une profession pour les consolider.

### Indemnisation
Une fois la législation trouvée ainsi de la compétence légale et territoriale de la juridiction qui doit indemnise le dommage corporel, il convient de définir et d’indemniser pour chaque victime ses préjudices corporels, les prouver et les évaluer. Seule une expertise de consolidation des blessures permet de procéder par la suite au chiffrage des postes de préjudices qui se fait par référence à la nomenclature Dinthilac.
Le droit du dommage corporel est essentiellement de création jurisprudentielle. À chaque poste de préjudices qui sont mentionnés par la nomenclature « Dinthilac », soit 21 préjudices pour la victime directe et 9 préjudices pour la victime indirecte, correspondent de très nombreuses décisions de justice.
De plus, étant un droit encore nouveau, il est en pleine évolution. La jurisprudence est donc essentielle pour l'évaluation des dommages corporels et l'indemnisation des victimes.
Le procès ne sera pas forcément nécessaire pour indemniser une victime. En effet, le droit du dommage corporel permet de trouver un accord amiable avec une personne physique et morale, une compagnie d’assurances, une mutuelle ou un fonds, qui règlent l’indemnisation.
Sont exclus de la possibilité d'un accord amiable sans saisir un tribunal : 
- Les agressions, qui nécessitent de saisir la Commission d’Indemnisation des Victimes d’Infractions « CIVI » 

- Les accidents médicaux, qui relèvent de la Commission de conciliation et d’indemnisation « CCI »
Mais dans ces deux cas, l’accord transactionnel peut intervenir dans un second temps.
L'indemnisation du préjudice corporel est une forme de compensation financière accordée à une personne qui a subi un préjudice physique, psychologique ou moral causé par un tiers. Elle peut être accordée en vertu de diverses lois et réglementations, et son principal objectif est d'indemniser la victime pour les dommages subis et de l'aider à retrouver une certaine qualité de vie après l'incident. Le processus d'indemnisation varie en fonction du type de dommage corporel et de la loi applicable et, bien qu'il ne puisse pas effacer complètement les conséquences physiques et émotionnelles de l'incident, il peut aider à soulager certaines charges financières et apporter un soutien à la victime.

#### Débat sur la barémisation
Depuis plusieurs années les assureurs souhaitent mettre en place un système de barème en France pour évaluer l'indemnisation des victimes.

Actuellement, le droit français applique le principe de réparation intégrale : chaque cas étant particulier, on adapte chaque réparation à chaque personne. L'idée d'un barème serait de mettre en place une grille générale de réparation des dommages corporels qui serait appliquée systématiquement, comme c'est d'ailleurs le cas dans d'autres pays. Les avocats spécialisés en dommage corporel et les associations de victimes de dommages corporels sont contre la mise en place d'un barème.

Un vif débat a ainsi eu lieu en 2007 sur ce sujet dans l'émission Zone interdite. Il prenait place entre le président de l'Association Française de l'Assurance et Catherine Meimon Nisenbaum, avocate spécialisée en dommage corporel pour qui la mise en place d'un barème nuirait aux victimes.

En avril 2008, l'Association Française de l'Assurance publie un livre blanc sur l'indemnisation du dommage corporel qui soutient le projet d'un barème pour le dommage corporel.

Le projet qui y est proposé, c'est-à-dire la mise en place d'un barème d'indemnisation, est dénoncé dans un article intitulé Le livre Blanc des assureurs, le livre noir des victimes co-signé par Catherine Meimon Nisenbaum et Jean Picart, ancien président de l'Union Nationale des Associations de Familles de Traumatisés Crâniens (U.N.A.F.T.C.) en juin 2008.

Depuis 2008, plusieurs textes de lois ont proposé la mise en place d'un système de barème pour indemniser les victimes de dommages corporels. Aucun n'a été accepté pour le moment.

- Proposition de loi du 5 novembre 2009, dite proposition de loi Lefrand : Prop. de L. AN n° 2055, 2009-2010 visant à améliorer l'indemnisation des victimes de dommages corporels à la suite d'un accident de la circulation. La loi consistait en l'élaboration d'un référentiel national indicatif d'indemnisation des postes de préjudices extra patrimoniaux[16].
- Une proposition de loi portant sur la « réforme de la responsabilité civile » dite loi Béteille a été enregistrée à la présidence du Sénat le 9 juillet 2010. Elle consistait en l'obligation pour le juge, en cas de dommage corporel, de se référer à une nomenclature ainsi qu’à un barème national d’invalidité régulièrement mis à jour[16].
- L'article 56 de la loi dite Fourcade du 10 août 2011 (L. n° 2011-940, 10 août 2011) prévoyait l'introduction d'un référentiel. Le texte fut voté mais le Conseil Constitutionnel le censura, démasquant la présence « d'un cavalier législatif »[16].
- Projet de réforme de la responsabilité civile du 13 mars 2017. Cette  réforme vient parachever la réforme du Code civil initiée par l'ordonnance du 10 février 2016 portant sur la réforme du droit des contrats, du régime général et de la preuve des obligations. Elle s'appuie  sur l'avant-projet Catala » et l'avant-projet Terré (Rapport du groupe de travail sur le projet intitulé « Pour une réforme du droit de la responsabilité civile ») sous la direction de François Terré (février 2012)). Le projet propose notamment l'institution d'un barème médical d’invalidité unique et d’un barème de capitalisation des rentes ainsi que la mise en place d'un référentiel d’indemnisation, purement indicatif, adossé à une base de données[17].